# Уошберн (округ)
Округ Уошберн (англ. Washburn County) располагается в штате Висконсин, США. По состоянию на 2010 год, численность населения составляла 15 911 человек.

## География
По данным Бюро переписи США, общая площадь округа равняется 2209,272 км2, из которых 2064,232 км2 суша и 145,040 км2 или 6,600 % это водоемы.

## Население
По данным переписи населения 2000 года в округе проживает 16 036 жителей в составе 6 604 домашних хозяйств и 4 530 семей. Плотность населения составляет 8,00 человек на км2. На территории округа насчитывается 10 814 жилых строений, при плотности застройки около 5,00-ти строений на км2. Расовый состав населения: белые — 97,27 %, афроамериканцы — 0,17 %, коренные американцы (индейцы) — 1,01 %, азиаты — 0,19 %, гавайцы — 0,02 %, представители других рас — 0,12 %, представители двух или более рас — 1,22 %. Испаноязычные составляли 0,89 % населения независимо от расы.
В составе 27,50 % из общего числа домашних хозяйств проживают дети в возрасте до 18 лет, 57,60 % домашних хозяйств представляют собой супружеские пары проживающие вместе, 7,00 % домашних хозяйств представляют собой одиноких женщин без супруга, 31,40 % домашних хозяйств не имеют отношения к семьям, 26,70 % домашних хозяйств состоят из одного человека, 12,60 % домашних хозяйств состоят из престарелых (65 лет и старше), проживающих в одиночестве. Средний размер домашнего хозяйства составляет 2,39 человека, и средний размер семьи 2,88 человека.
Возрастной состав округа: 23,80 % моложе 18 лет, 5,80 % от 18 до 24, 24,70 % от 25 до 44, 27,10 % от 45 до 64 и 27,10 % от 65 и старше. Средний возраст жителя округа 42 лет. На каждые 100 женщин приходится 101,30 мужчин. На каждые 100 женщин старше 18 лет приходится 98,30 мужчин.